# Nathon Allen
Nathon Allen (Bethany, 28 de octubre de 1995) es un deportista jamaicano que compite en atletismo, especialista en las carreras de relevos.
Participó en dos Juegos Olímpicos de Verano, obteniendo una medalla de plata en Río de Janeiro 2016, en la prueba de 4 × 400 m, y el sexto lugar en Tokio 2020, en la misma prueba.
Ganó tres medallas de plata en el Campeonato Mundial de Atletismo, en los años 2019 y 2022.

## Palmarés internacional
| Juegos Olímpicos   | Juegos Olímpicos        | Juegos Olímpicos | Juegos Olímpicos |
| Año                | Lugar                   | Medalla          | Prueba           |
| ------------------ | ----------------------- | ---------------- | ---------------- |
| 2016               | Río de Janeiro (Brasil) | Medalla de plata | 4 × 400 m        |
| Campeonato Mundial |                         |                  |                  |
| Año                | Lugar                   | Medalla          | Prueba           |
| 2019               | Doha (Catar)            | Medalla de plata | 4 × 400 m        |
| 2019               | Doha (Catar)            | Medalla de plata | 4 × 400 m mixto  |
| 2022               | Eugene (Estados Unidos) | Medalla de plata | 4 × 400 m        |